# Hemiscorpius gaillardi
Espèce
Synonymes
- Habibiella gaillardi Vachon, 1974

Hemiscorpius gaillardi est une espèce de scorpions de la famille des Hemiscorpiidae.

## Distribution
Cette espèce est endémique de l'Est de l'Iran,.

## Description
La femelle holotype mesure 51 mm.

## Étymologie
Cette espèce est nommée en l'honneur de Maurice Gaillard.

## Publication originale
- Vachon, 1974 : Étude des caractères utilisés pour classer les familles et les genres de Scorpions (Arachnides). l. La trichobothriotaxie en Arachnologie. Sigles trichobothriaux et types de trichobothriotaxie chez les scorpions. Bulletin du Muséum national d'histoire naturelle? Zoologie, sér. 3, vol. 104, no 140, p. 857-958 (texte intégral).